# تافراوت (المغرب)
تَفراوت هي مدينة مغربية، في إقليم تيزنيت ضمن جهة سوس ماسة جنوب المغرب. تبعد عن أكادير بحوالي 170 كيلومتراً عبر الطريق الجهوية رقم 105، وعن تيزنيت بنحو 105 كيلومترات عبر الطريق الجهوية رقم 104. وفقاً لإحصاء عام 2014، بلغ عدد سكان المدينة 6,345 نسمة موزعين على 1,771 أسرة. تحدها شمالاً وشمال شرق جماعة أملن، وشرقاً جماعة تَسريرت، وجنوباً جماعة تَرسواط، وغرباً جماعة إريغ انتهالة، بينما تمتد مساحة مدارها الحضري على 70 كيلومتراً مربعاً

## أصل التسمية
تعني كلمة «تفراوت» في الثقافة الأمازيغي، شعبة المياه التي يعبر عبرها الماء إلى الضفاف الأخرى, كما تعني أيضا  المنخفض الدي تجمع فيه المياه، وتطلق هاته الكلمة على الميزاب الذي يصرف مياه الأمطار عن السطوح .

## تاريخ
عرفت منطقة تافراوت وأنزي المجاورة لها عدة حركات قبلية، أبرزها "تمكدشت" و"ايام أكيلول"، مما أدى إلى حالة من عدم الاستقرار في هذه المناطق. ومع ذلك، تمكن السكان من تشكيل تجمعات قبلية مثل أهل دوتلزوغت، أملوسيرك، وآيت أمغار بجماعة آيت أوفقا. وباستثناء بعض العائلات من الأدارسة والمرابطين والعلويين التي وفدت لنشر الإسلام، فإن معظم السكان يُعتقد أنهم من النازحين القادمين من تامدولت، التي تقع أطلالها على بعد نحو 15 كلم جنوب غرب أقا..

## جغرافية
تكشف دراسة تفصيلية لجرانيت منطقة تافراوت عن حدوث تَحَوُّل جُرانيتي في العصر الكامبري ضمن الأطلس الصغير.

## السياحة
تقع تفراوت في موقع جغرافي في قلب سلسلة جبال الأطلس الصغير، ويزورها العديد من السياح من خلال تنظيم جولات إلى القرى المجاورة الغنية بالمعالم التاريخية (القصبة والبيوت التقليدية، والنقوش الصخرية القديمة، والهندسة المعمارية القديمة الأمازيغية، ونظم الري القديمة، المطابع القديمة زيت الزيتون... الخ). تتوفر المدينة على العديد من الفنادق ودور الضيافة.
تُعد الصخور العملاقة في منطقة أومركت، التابعة لتافراوت، إحدى الوجهات السياحية التي تجذب الزوار يوميًا. وقد كانت هذه الصخور المفضلة لدى الفنان والرسام البلجيكي جون فيرام، الذي قرر في عام 1984 تلوينها بألوان زاهية، مما زاد من جمال المنطقة، حيث قام بهذه المبادرة كهدية لشريكة حياته..
تُشكل الصناعة التقليدية ثالث أهم نشاط اقتصادي بالمنطقة، حيث تسهم بشكل كبير في الإنتاج المحلي بفضل تميز منتجاتها. وتركزت هذه الحرفة خصوصًا بين النازحين من أنزي، وتشمل البلغة المحلية (تمنايت)، وصياغة الحلي، والحدادة، واللحامة، وخياطة الملاحف، مما يعزز الجذب السياحي للمنطقة.

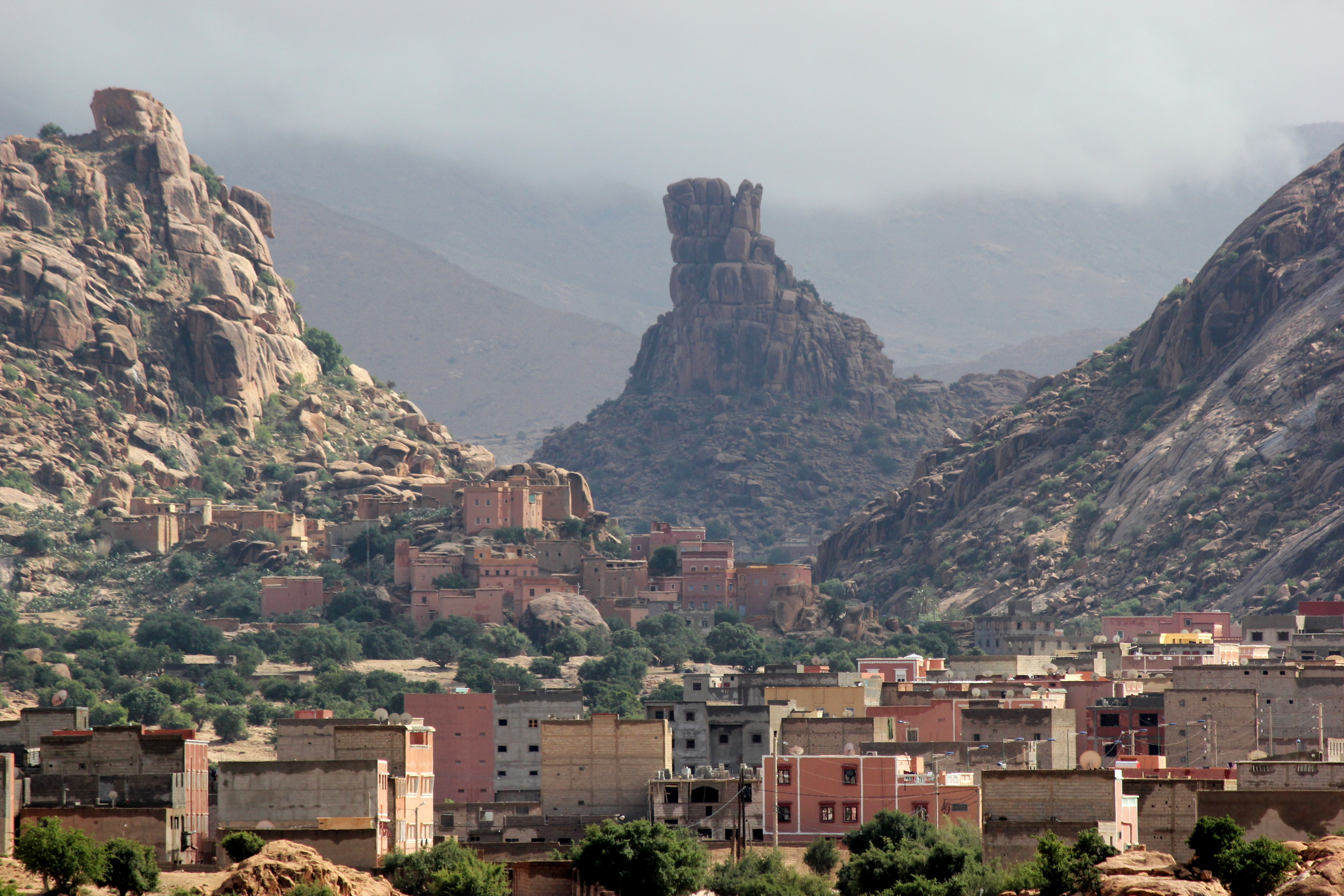
منظر من تافراوت

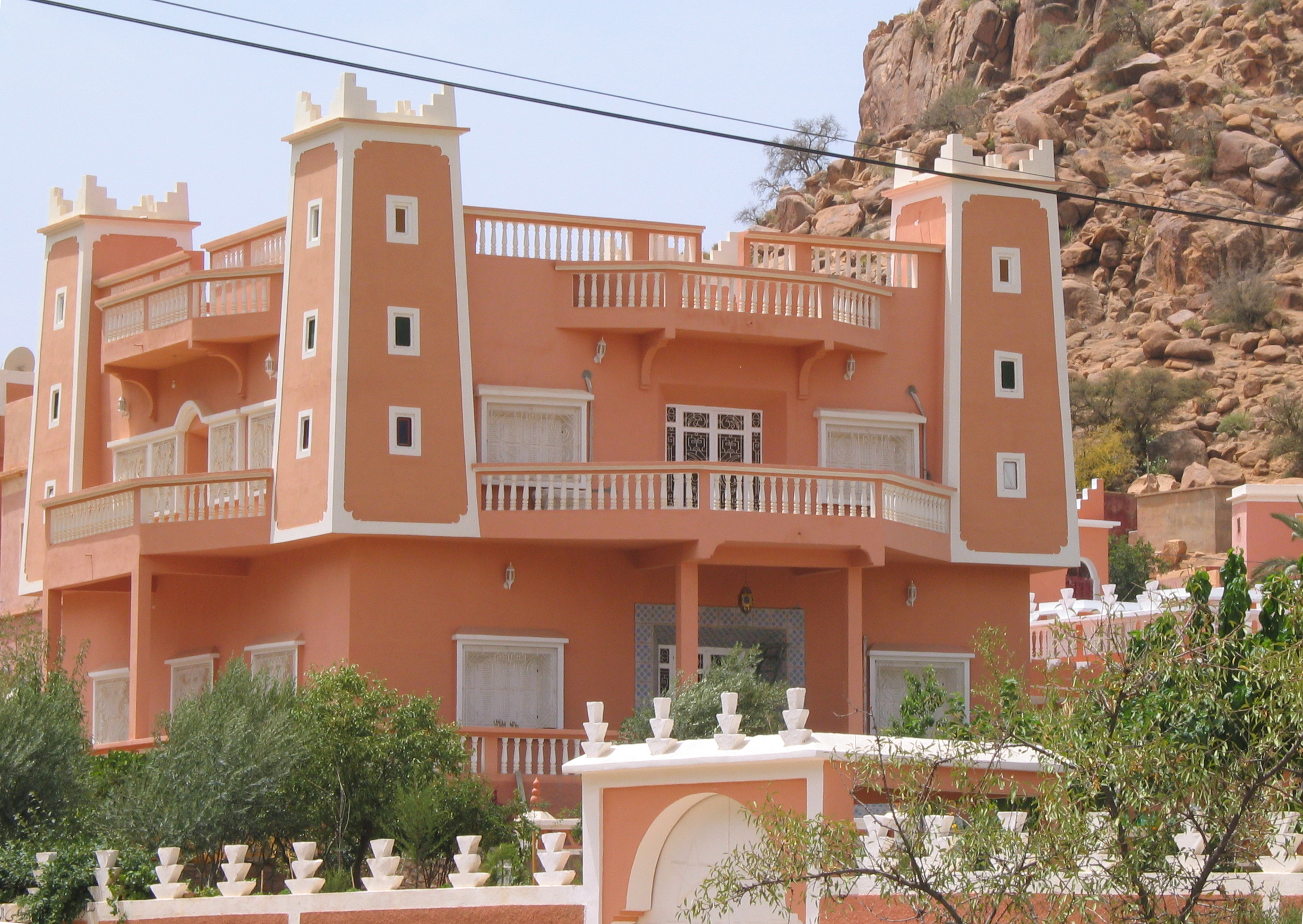
بيت في تافراوت

في ما يلي قائمة بالمواقع ذات الأهمية السياحية:
- رأس الأسد، ويوجد على بعد 6 كلم من مركز تفراوت بجبال الكيست.
- أكرض أضاض المعروف بقبعة نابليون ويوجد على بعد 3 كلم من مركز تفراوت
- غزالة منقوشة على صخر بتزكا.
- واحة أملن الدائمة الاخضرار.
- منقوشات قديمة بدوار تاكنزا بجماعة أملن.
- مناظر بانورامية بدوار تكدشت بجماعة أملن.
- العين الزرقاء بدوار أنامر بجماعة أملن.
- الصخور الملونة بأومركت بتفراوت.

## التعليم

### التعليم الإبتدائي
- مدرسة محمد الخامس
- مجموعة مدارس اللوز

### التعليم الإعدادي
- إعدادية الأطلس

### التعليم الثانوي
- الثانوية التأهيلية الجديدة

### التعليم العتيق
- المدرسة العتيقة تفراوت

## الثقافة
- مهرجان اللوز

## الرياضة
- القاعة المغطاة متعددة الاختصاصات، وهي قاعة مخصصة للعديد من الرياضات تم تدشينها في سنة 2016.[7]
- المسبح البلدي نصف أولمبي، عبارة عن مسبح داخل قاعة مغطاة بمواصفات عالية الجودة، تم تدشينه في سنة 2019.
- الملعب البلدي لكرة القدم.

## الإنتاج التلفزيوني
- تفراوت كنز الجنوب، البرنامج الوثائقي أمودو (2002).[8]